# Весільний
Весільний — третій студійний альбом українського гурту «ТІК».

## Композиції
| #     | Назва                       | Автор слів                 | Автор музики    | Тривалість |
| ----- | --------------------------- | -------------------------- | --------------- | ---------- |
| 1.    | «Весела пісня»              | В. Бронюк                  | В. Бронюк       | 2:51       |
| 2.    | «Сірожине пірожине»         | В. Бронюк                  | В. Бронюк       | 2:51       |
| 3.    | «Помаранчеві сни»           | В. Бронюк                  | В. Бронюк       | 3:18       |
| 4.    | «Гуляй, народ»              | В. Бронюк                  | В. Бронюк       | 2:24       |
| 5.    | «Для мами»                  | В. Бронюк                  | В. Бронюк       | 3:25       |
| 6.    | «Чоловіче щастя»            | В. Бронюк                  | В. Бронюк       | 3:04       |
| 7.    | «Міську, вважай!»           | С. Кузьмінський            | С. Кузьмінський | 2:51       |
| 8.    | «Не цілуй»                  | В. Бронюк                  | В. Бронюк       | 3:44       |
| 9.    | «Вінницька полька»          | Інструментальна композиція | В. Бронюк       | 3:27       |
| 10.   | «Зелене листя»              | В. Бронюк / народні        | В. Бронюк       | 4:51       |
| 11.   | «Ще НВУ»                    | В. Бронюк                  | В. Бронюк       | 3:02       |
| 12.   | «Свєта (remix)»             | В. Бронюк                  | В. Бронюк       | 3:41       |
| 13.   | «Чоловіче щастя (remix)»    | В. Бронюк                  | В. Бронюк       | 3:28       |
| 14.   | «Сірожине пірожине (remix)» | В. Бронюк                  | В. Бронюк       | 3:15       |
| 15.   | «Тиха (remix)»              | В. Бронюк / народні        | В. Бронюк       | 3:32       |
| 49:44 |                             |                            |                 |            |

## Музиканти

### ТіК
1. Віктор Бронюк — вокал, акордеон
2. Олександр Пінчук — гітара
3. Олексій Ліманець — бас-гітара
4. Ян Нікітчук — труба
5. Сергій Шамрай — тромбон
6. Владислав Хмарський (3, 4, 7, 8, 9, 10) — барабани
7. Олександр Філінков (1, 2, 5, 6, 11) — барабани
8. Євген Зиков — клавішні
9. Вікторія Газіна — бек-вокал

### Спеціально запрошені гості
1. Ірина Білик — вокал (8)

### Запрошені музиканти
- Анна Вірник  — бек-вокал (10)
- Костянтин Шелудько — аранжування струнних, акустична гітара (5)
- Віктор Голяк — гітара (8)
- Михайло Нодяк — скрипка (8)
- Ансамбль Солістів Національного Симфонічного Оркестру України (5)
- Jalsamino (12, 13, 14)
- Bald Bros (15)